# Boro Primorac
Boro Primorac (Mostar, 1954. december 5. –) jugoszláv válogatott bosnyák labdarúgó, hátvéd, olimpikon, edző.

## Pályafutása

### Klubcsapatban
1972 és 1978 között a Velež Mostar, 1978 és 1983 között a Hajduk Split, 1983 és 1986 között a francia Lille labdarúgója volt. 1986 és 1990 között a francia Cannes csapatában fejezte be az aktív labdarúgást. Tagja volt a Hajduk 1978–79-es idényben jugoszláv bajnoki címet nyerő együttesének.

### A válogatottban
1976 és 1980 között 14 alkalommal szerepelt a jugoszláv válogatottban. 1976. február 18-án Tuniszban mutatkozott be a jugoszláv A-válogatottban egy Tunézia elleni barátságos mérkőzésen, ahol 2–1-es hazai győzelem született. 1979-ben aranyérmet szerzett a Mediterrán játékokon, majd az 1980-as moszkvai olimpián negyedik lett az olimpiai válogatott csapattal. Utoljára 1980. november 15-én Torinóban csapatkapitányként játszott a válogatottban Olaszország ellen. A világbajnoki-selejtező-mérkőzésen 2–0-s olasz győzelem született.

### Edzőként
1990 és 1992 között a francia Cannes, majd 1992–93-ban a Valenciennes vezetőedzőjeként dolgozott. 1994-ben a guineai válogatott szövetségi kapitánya volt. 1994 és 1997 között a japán Nagoja Grampus szakmai munkáját irányította. 1997 és 2018 között Arsène Wenger segédedzője a volt az angol Arsenalnál. 2021–21-ben a Hajduk Split vezetőedzője volt.

## Magánélete
Primorac boszniai horvát. Az anyanyelvi horvát és szerb nyelv mellett, további hét nyelven tud:  franciául, angolul, japánul, németül, spanyolul, portugálul és olaszul is beszél. Fia Jure Primorac szintén profi labdarúgó.

## Sikerei, díjai

### Játékosként
Jugoszlávia
- Mediterrán játékok
  - győztes: 1979, Split
- Olimpiai játékok
  - 4.: 1980, Moszkva

 Hajduk Split
- Jugoszláv bajnokság (Prva liga)
  - győztes: 1978–79

## Statisztika

### Mérkőzései a jugoszláv válogatottban
| Jugoszlávia | Jugoszlávia          | Jugoszlávia                        | Jugoszlávia   | Jugoszlávia | Jugoszlávia   | Jugoszlávia  | Jugoszlávia | Jugoszlávia    |
| #           | Dátum                | Helyszín                           | Hazai         | Eredmény    | Vendég        | Kiírás       | Gólok       | Esemény        |
| ----------- | -------------------- | ---------------------------------- | ------------- | ----------- | ------------- | ------------ | ----------- | -------------- |
| 1.          | 1976. február 18.    | Tunisz, Stade El Menzah            | Tunézia       | 2 – 1       | Jugoszlávia   | barátságos   | -           | 46'            |
| 2.          | 1976. február 24.    | Algír, 1962. július 5. Stadion     | Algéria       | 1 – 2       | Jugoszlávia   | barátságos   | -           |                |
| 3.          | 1976. április 17.    | Banja Luka                         | Jugoszlávia   | 0 – 0       | Magyarország  | barátságos   | -           |                |
| 4.          | 1977. február 1.     | León, Estadio León                 | Mexikó        | 5 – 1       | Jugoszlávia   | barátságos   | -           | 85'            |
| 5.          | 1977. február 8.     | San Nicolás, Estadio Universitario | Mexikó        | 0 – 1       | Jugoszlávia   | barátságos   | -           |                |
| 6.          | 1979. szeptember 16. | Belgrád, Crvena zvezda Stadion     | Jugoszlávia   | 4 – 2       | Argentína     | barátságos   | -           | 46'            |
| 7.          | 1979. október 10.    | Valencia, Estadio Luís Casanova    | Spanyolország | 0 – 1       | Jugoszlávia   | Eb-selejtező | -           |                |
| 8.          | 1979. október 31.    | Kosovska Mitrovica, Stadion Trepče | Jugoszlávia   | 2 – 1       | Románia       | Eb-selejtező | -           |                |
| 9.          | 1980. március 22.    | Szarajevó, Stadion Koševo          | Jugoszlávia   | 2 – 1       | Uruguay       | barátságos   | -           |                |
| 10.         | 1980. március 30.    | Belgrád, Omladinski Stadion        | Jugoszlávia   | 2 – 0       | Románia       | Balkán-kupa  | -           |                |
| 11.         | 1980. április 26.    | Borovo Naselje, Városi Stadion     | Jugoszlávia   | 2 – 1       | Lengyelország | barátságos   | -           |                |
| 12.         | 1980. augusztus 27.  | Bukarest, Augusztus 23. Stadion    | Románia       | 4 – 1       | Jugoszlávia   | Balkán-kupa  | -           | 46'            |
| 13.         | 1980. szeptember 27. | Ljubljana, Bežigrad Stadion        | Jugoszlávia   | 2 – 1       | Dánia         | vb-selejtező | -           |                |
| 14.         | 1980. november 15.   | Torino, Stadio Comunale            | Olaszország   | 2 – 0       | Jugoszlávia   | vb-selejtező | -           | Csapatkapitány |
|             | Összesen             |                                    |               | 14          | mérkőzés      |              | 0           | gól            |